# Thyasira plicata
Thyasira plicata är en musselart som beskrevs av Addison Emery Verrill och Smith 1885. Thyasira plicata ingår i släktet Thyasira och familjen Thyasiridae. Inga underarter finns listade i Catalogue of Life.